# Borgo Vercelli
Borgo Vercelli (Borghi in piemontese, sotto il Ducato di Milano era conosciuto anche come Bolgher, in lombardo) è un comune italiano di 2 225 abitanti della provincia di Vercelli in Piemonte.

## Geografia fisica
Centro agricolo della pianura risicola vercellese, dista 2,5 km dalla riva sinistra del fiume Sesia ed è attraversato dalla roggia Bolgora.
Le vie di comunicazione principali sono la Strada statale 11 Padana Superiore che collega Vercelli a Novara e l'Autostrada A26.

## Storia

### I campi Raudii
Numerosissimi reperti archeologici rinvenuti poco a nord dell'attuale centro abitato avvalorano le tesi storiche secondo cui, nel 101 a.C., nelle campagne di Borgo Vercelli si svolse la Battaglia dei Campi Raudii, in cui un esercito della Repubblica romana comandato dal console Gaio Mario annientò un corpo di spedizione composto da circa 200.000 appartenenti alle tribù germaniche dei Cimbri.

### Il casato Bulgaro odeBulgaro
La potente famiglia Bulgaro (o  de Bulgaro) probabilmente giunti in epoca pre-longobardica fra il 568 e 774 d.C. dalla Bulgaria prese possesso di questi territori, lasciando un castello (che fu nei secoli riedificato), arrivando sino al XIX secolo, quando, estinto il ramo maschile verso il 1750 iniziò  la decadenza dei discendenti, cambiando nomi e cognomi legati ai vari matrimoni. Il paese di Borgo Vercelli, citato come pieve in una bolla papale del 1186, dal 1180 diventa vassalla della città di Vercelli. Nel 1232 nel castello fu stipulata una tregua per le lotte feudali fra Novara e Vercelli con i territori a loro sottoposti. Entrata a far parte dei domini milanesi, feudo dei Bossi (1467), dei Foppa (1575), segnò  il confine fra il Ducato di Milano e quello dei Savoia. Borgo Vercelli fu sottoposto agli spagnoli nel 1614.
Il 23 maggio 1859 ebbe luogo nel suo territorio uno scontro fra austriaci e piemontesi.
In epoca moderna, come simbolo di amicizia fra Borgo Vercelli e la Bulgaria, rappresentata dal console della sede di Milano, davanti al castello, è stato installato nel maggio 2022 un palo con un cartello a testimonianza della storia del borgo denominato Bulgaro (sino al 1804) per ricordare sia la famiglia che gli antichi insediamenti. È stato piantato un albero per suggellare le lontane origini ed è stato inaugurato nel luglio seguente nella frazione Bivio Sesia (a 2,8 km. dal municipio) un monumento al poeta bulgaro Pejo Javorov.

### Il voto
Nel 1403 Borgo Vercelli fu colpita da una grave epidemia di peste. Molte persone morirono e nulla si poté fare per scongiurare il contagio.
Intanto giunse da Casale Monferrato la notizia che il capitano di ventura Facino Cane, al servizio del marchese Teodoro di Monferrato, aveva recuperato ad Alessandria le reliquie del patrono di Casale Sant'Evasio e le stava riportando in modo trionfale nel luogo da cui erano state sottratte. Perciò i maggiorenti di Borgo Vercelli fecero voto di recarsi a Casale se Sant'Evasio avesse sconfitto la peste.
Ancora oggi, dopo oltre sei secoli, tutti gli anni, l'8 settembre, una folta rappresentanza di Borghini  si reca al Duomo di Casale.
La leggenda dice che la sera in cui i maggiorenti del paese si riunirono, fosse presente fra loro lo stesso sant'Evasio, sotto le mentite spoglie di un vecchio, che li incitò ad emettere il voto.

### Il riso
Nella seconda metà del XV secolo, come l'intera e vasta area irrigua della bassa vercellese, novarese e della Lomellina in cui è compreso, anche il territorio di Borgo Vercelli cominciò ad essere interessato dalla coltivazione del riso.
Il borgo agricolo ospitò nelle proprie cascine per quasi un secolo, a partire dalla seconda metà dell'Ottocento, le migrazioni avventizie delle mondine, fenomeno stagionale che scomparve alla fine degli Anni '60 in seguito all'adozione delle tecniche di coltura basate sull'uso degli erbicidi.

### La seconda guerra mondiale
Nel corso della seconda guerra mondiale, Borgo fu uno dei comuni del Piemonte adibiti a località di internamento libero per ebrei stranieri. Vi soggiornarono a domicilio coatto due ebrei di origine tedesca che erano giunti profughi a Milano già nel 1936. Con l'occupazione tedesca e la Repubblica Sociale Italiana, essi riuscirono a sfuggire alle deportazioni e a rifugiarsi in Svizzera, attraversando clandestinamente il confine.

## Monumenti e luoghi d'interesse
Borgo Vercelli ospita nel suo territorio chiese, un castello e monumenti che rappresentano una testimonianza storica di un lungo arco temporale legato a diversi avvenimenti. Il territorio è caratterizzato dagli intensi lavori di arginazione (già risalenti al 1800) del Sesia per la messa in sicurezza delle strade.
Architetture religiose
- Chiesa parrocchiale della B. Vergine Assunta

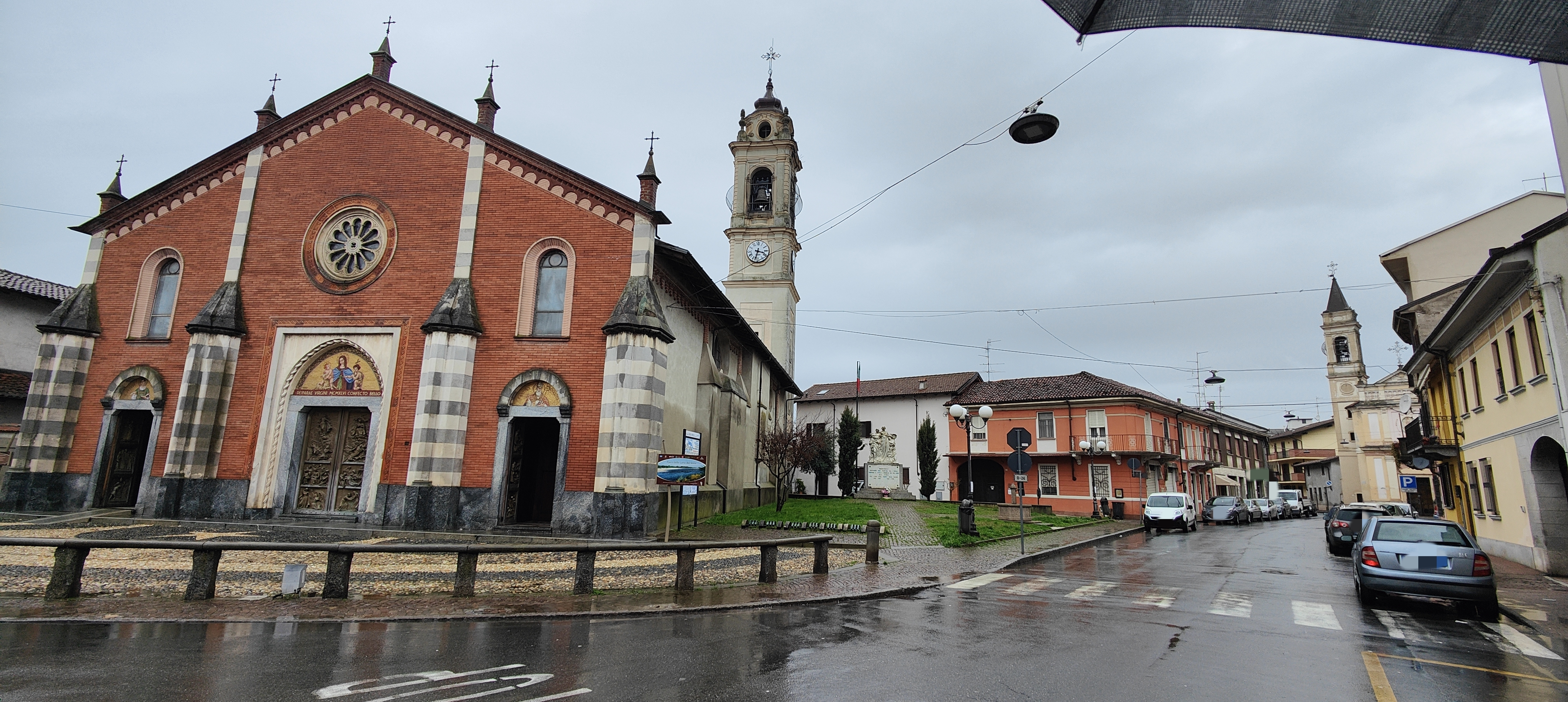
La chiesa vista frontalmente, a destra, in fondo, l'oratorio-chiesa di Santa Caterina

Edificata fra il 1453 e il 1459 in stile neogotico rimaneggiato, con rosone e tre portali bronzei 
L'interno è a tre navate con 4 campate separate da pilastri. Affreschi di Bernardino Lanino e opere in stile attribuite a Girolamo Giovenone. Presenta un soffitto a crociera con costolonature. 

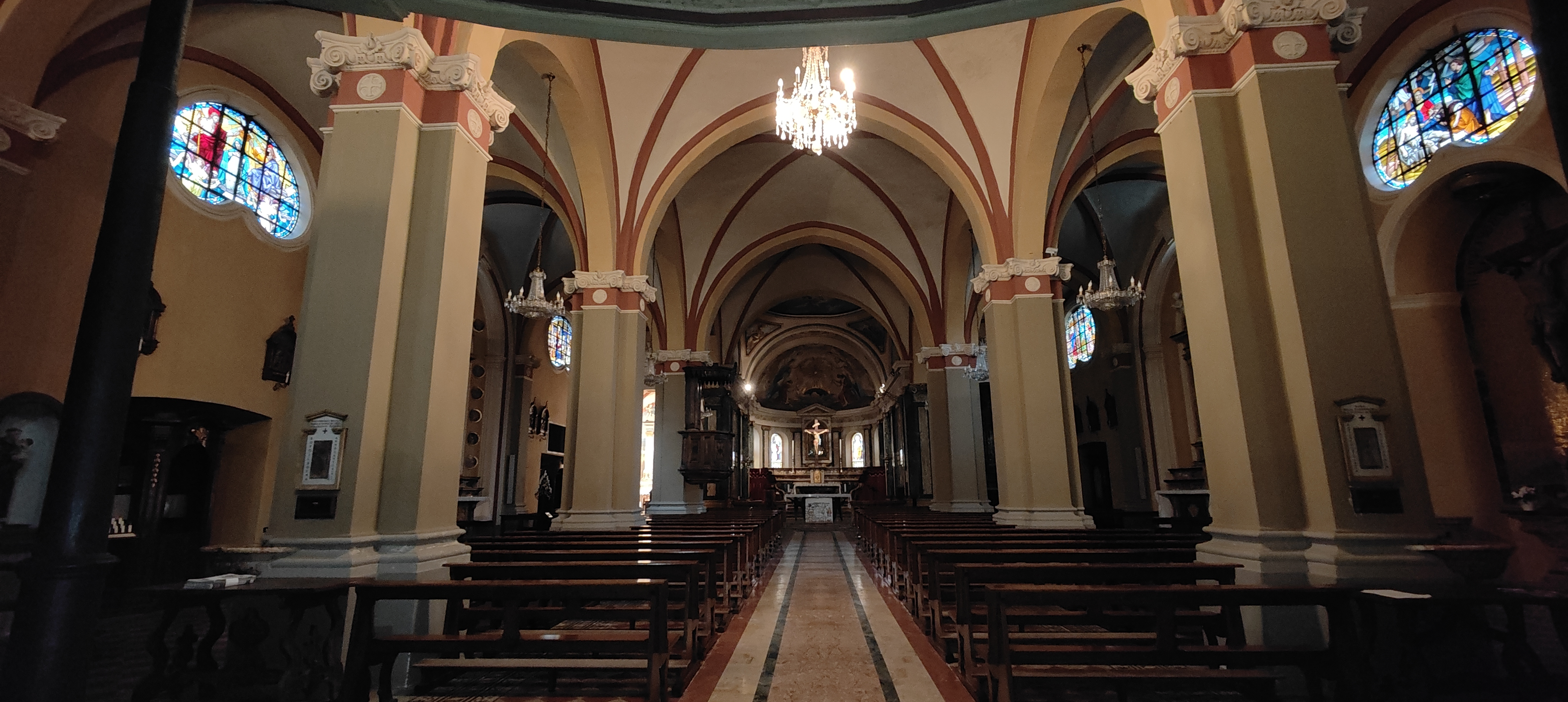
L'Interno visto dall'ingresso con le tre navate, le 4 campate separate da pilastri, il soffitto e le volte a crociera

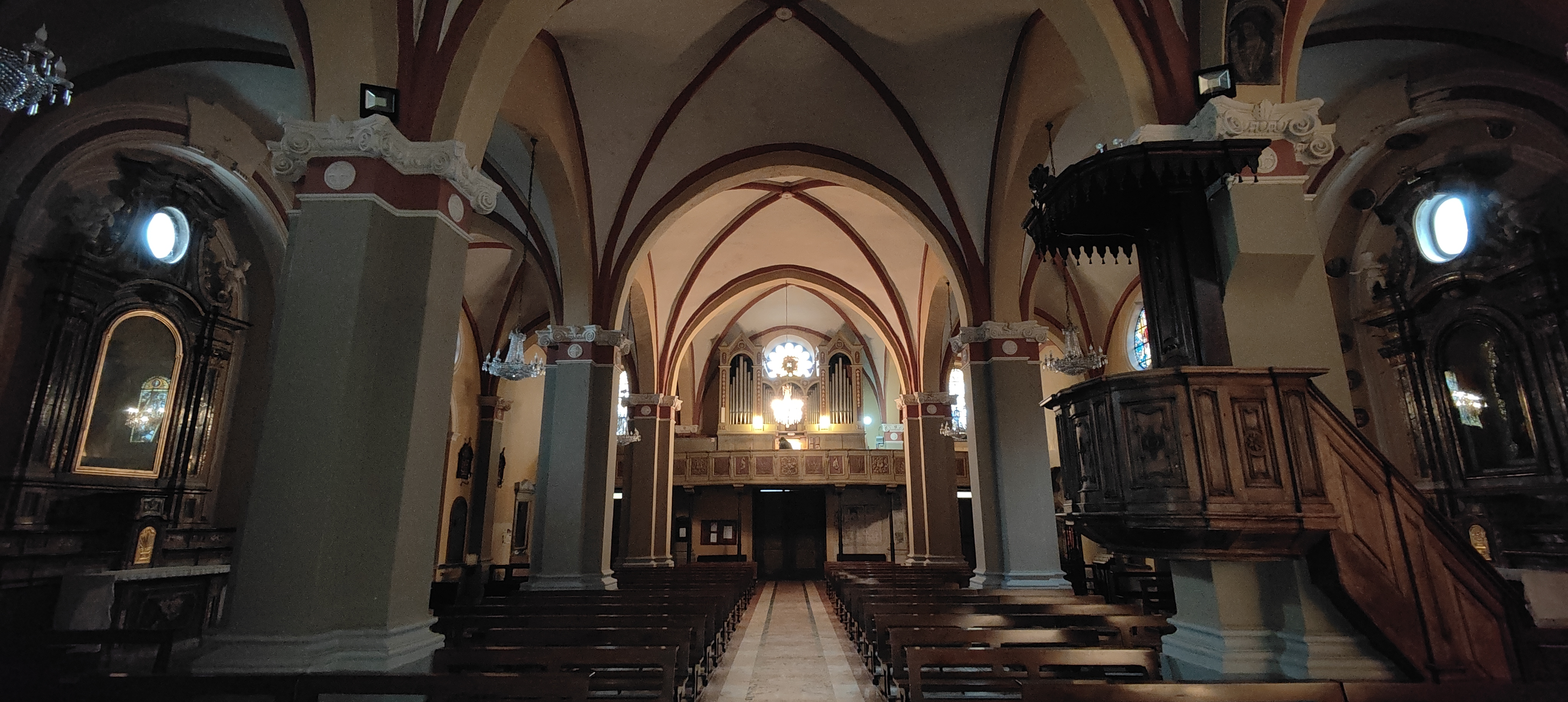
L'interno visto dall'altare: si notano i soffitti a crociera costolonati; il pulpito ligneo, in fondo: l'organo Mentasti (1896)

Sopra l'entrata si trova la cantoria con l'organo opera di Alessandro Mentasti, risalente al 1896, racchiuso in una cassa di legno coeva.
- Chiesa-oratorio di Santa Caterina

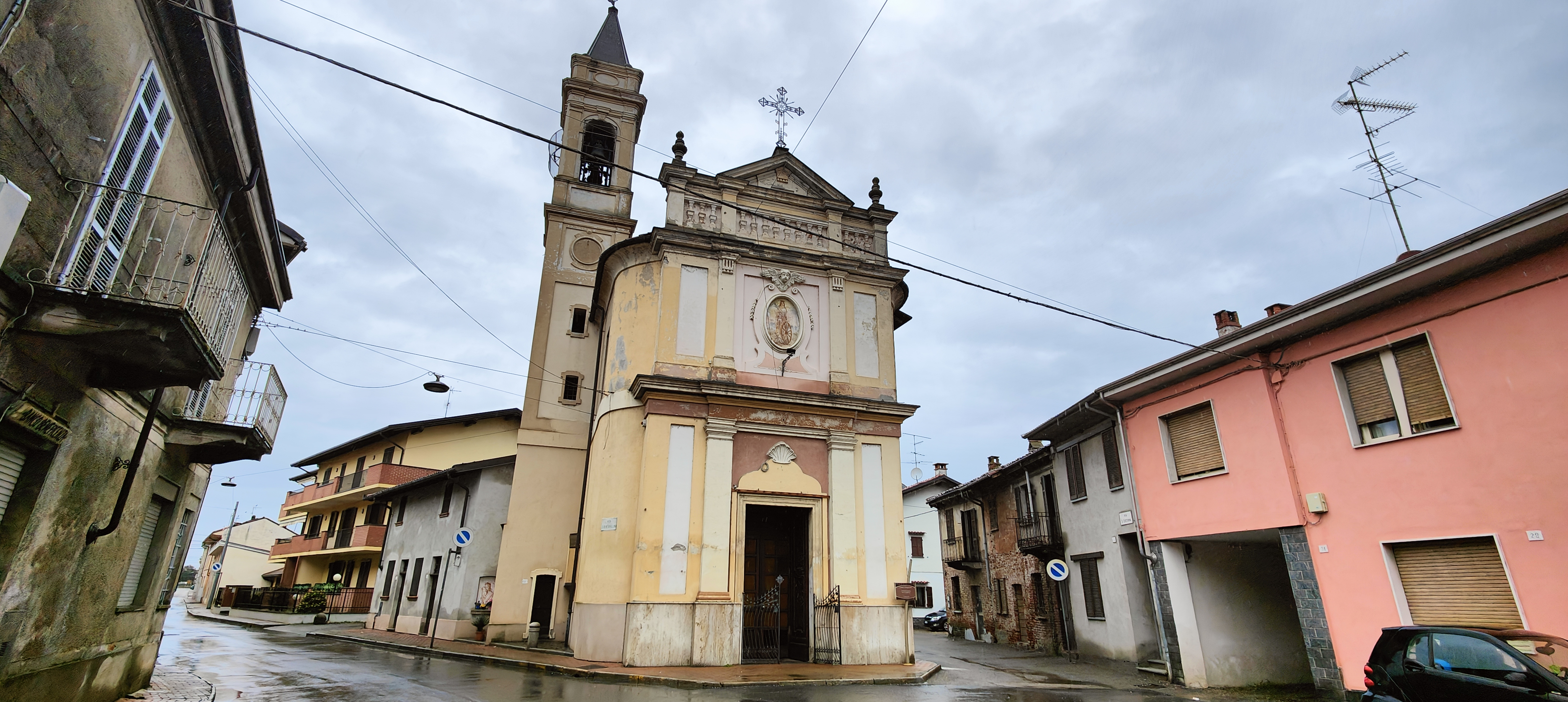
La chiesa di Santa Caterina, via Tavallini. Alta, snella, costituita dalla facciata divisa in due: la parte bassa con entrata preceduta da un cancelletto; la parte alta con il timpano con balaustra ornata da vasi. Il campanile presenta il cuspite ramato

Si trova a fianco sul lato destro della chiesa parrocchiale sulla strada che conduce alla stazione. Dal 1455 era presente una confraternita dedicata a Santa Caterina. Inizialmente oratorio fu in seguito elevata alla dignità di chiesa con il permesso di celebrare la messa. È a navata unica. Le pareti presentano lesene piatte e larghe con capitelli.

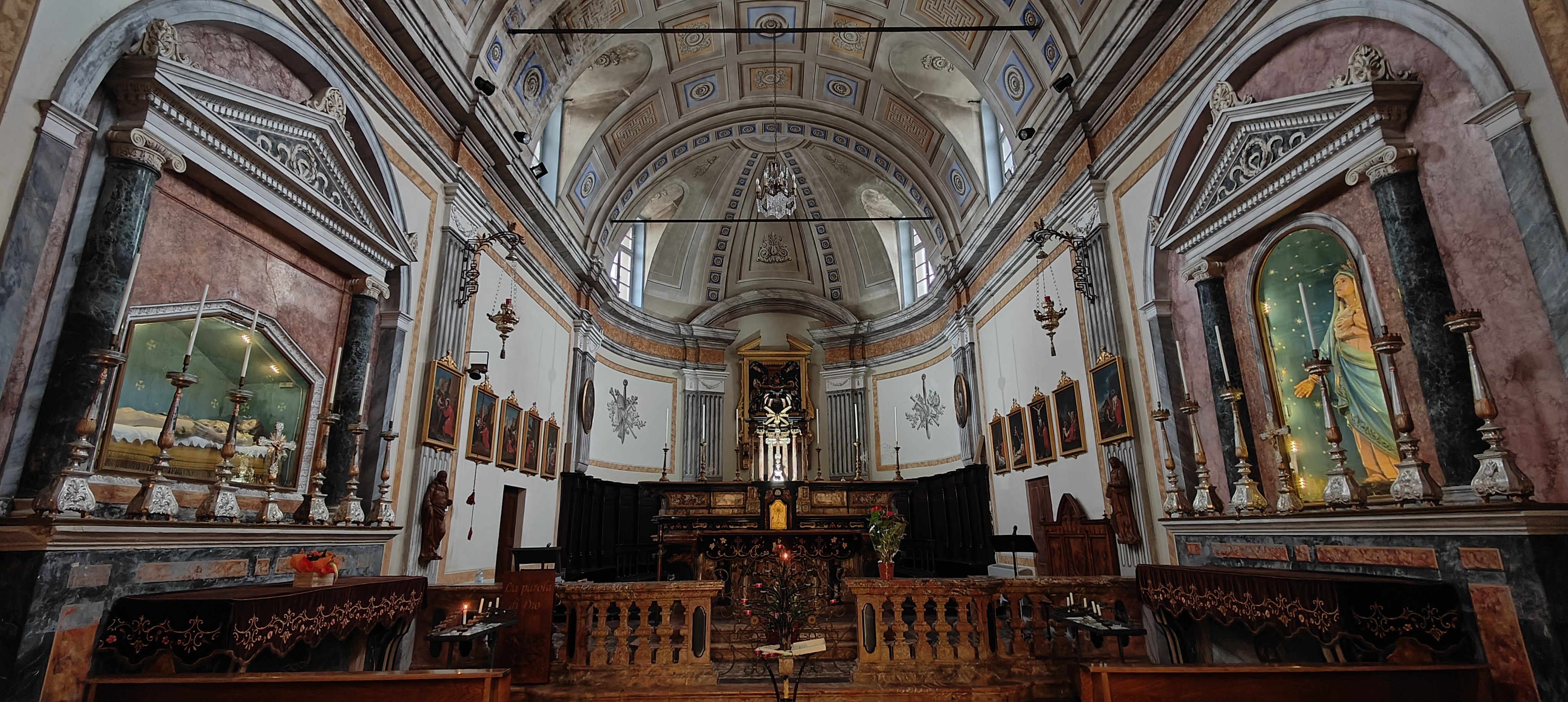
L'interno della chiesa-oratorio di Santa Caterina: a Dx: Madonna addolorata; Sx: Cristo morto. Volta ad archi dipinti a motivi geometrici, riquadri con cassettoni azzurri

Sopra l'ingresso si trova l'organo opera di Giuseppe Valoncini (metà XIX secolo), racchiuso in una cassa di legno non scolpito con fregi applicati sulle lesene.
Architetture civili
- Castello bulgaro

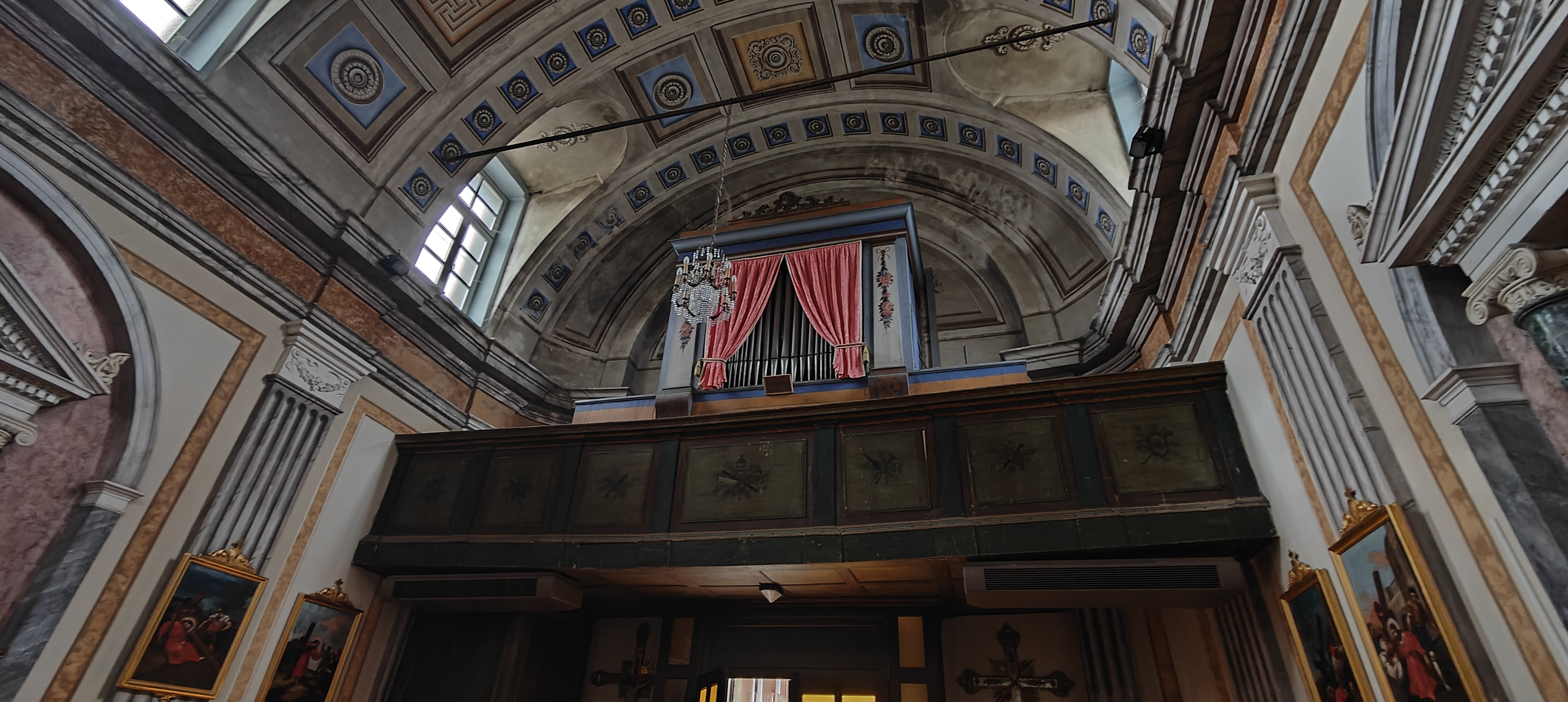
Santa Caterina, sopra l'ingresso: l'organo Giuseppe Valoncini (metà XIX secolo)

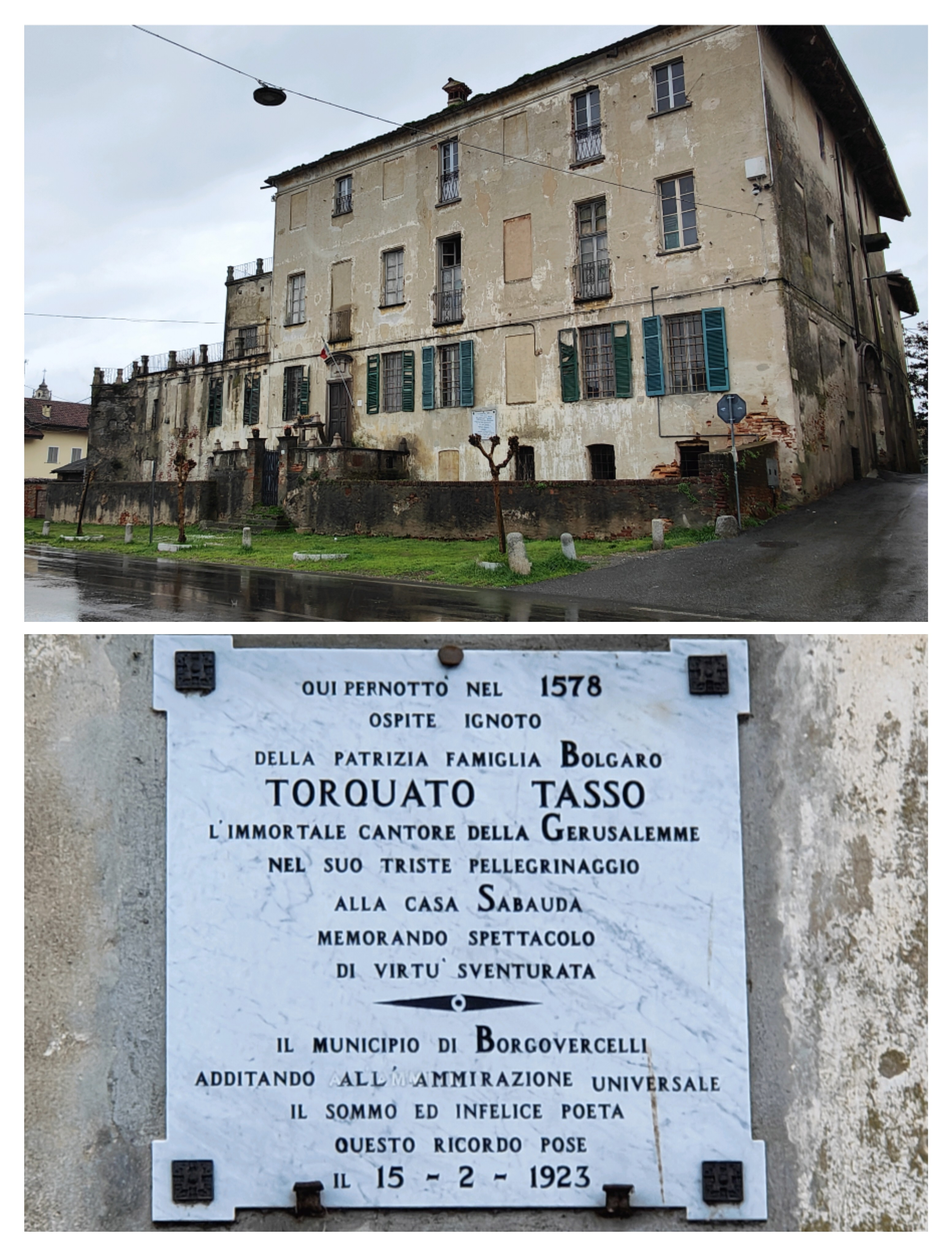
Il castello come si presenta oggi, sotto: Torquato Tasso ospite nel 1578 della famiglia Bulgaro (targa a lato sopra l'ingresso posta dal Comune nel 1923)

Il castello segna l'origine di Borgo Vercelli e fu la sede della potente famiglia de Bulgaro di origine longobarda. L'origine di questo cognome è probabilmente derivato da alcuni bulgari giunti in Italia al seguito dei longobardi nel VI sec. Il castello fu spianato da Gian Galeazzo Visconti fra il 1356 e il 1363, ricostruito nel 1411. Questo castello è nominato in uno scritto di Torquato Tasso (Il padre di famiglia). 
Lo scrittore fu ospite anonimo di questa famiglia nel settembre 1578 (mentre si recava a Torino per la Sindone) e rimase colpito dalla gentilezza e ospitalità dei membri di questa casata. Pur non sapendo chi fosse lo ospitarono con tutte le cure. Fortunatamente il Tasso ci ha lasciato una minuziosa descrizioni degli interni del castello.
- Monumento a Edoardo Brunetta d'Usseaux

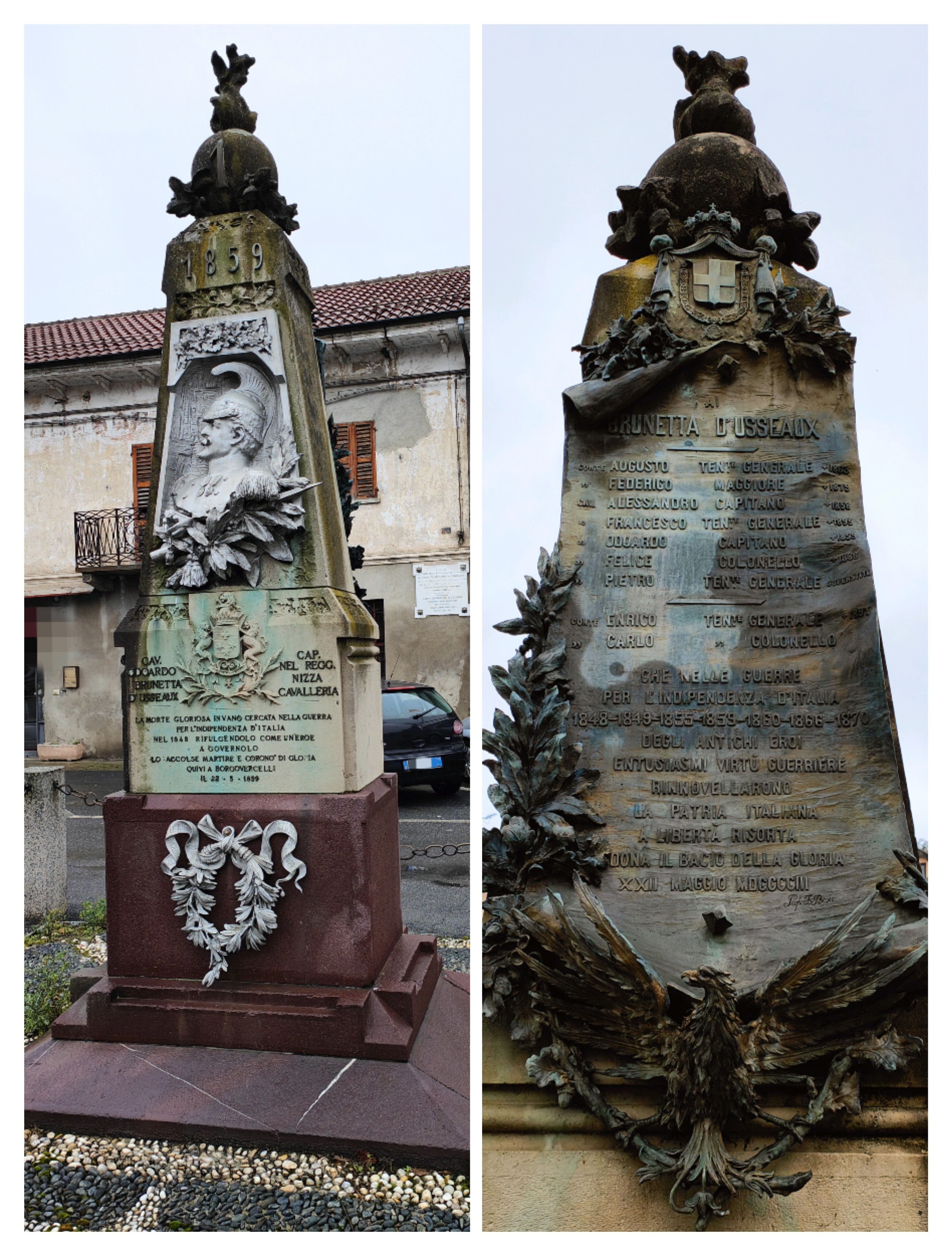
Borgo Vercelli, monumento a Edoardo Brunetta d'Usseaux. L'altro lato del monumento: dedicato ai caduti delle guerre d'Indipendenza. (In fondo, sul muro, targa commemorativa posta nel 1903 dal nipote, conte Eugenio, dedicata ai soldati caduti con lo zio nel 1859)

Davanti al castello Bulgaro si trova il monumento dedicato al militare-patriota Edoardo Brunetta d'Usseaux.

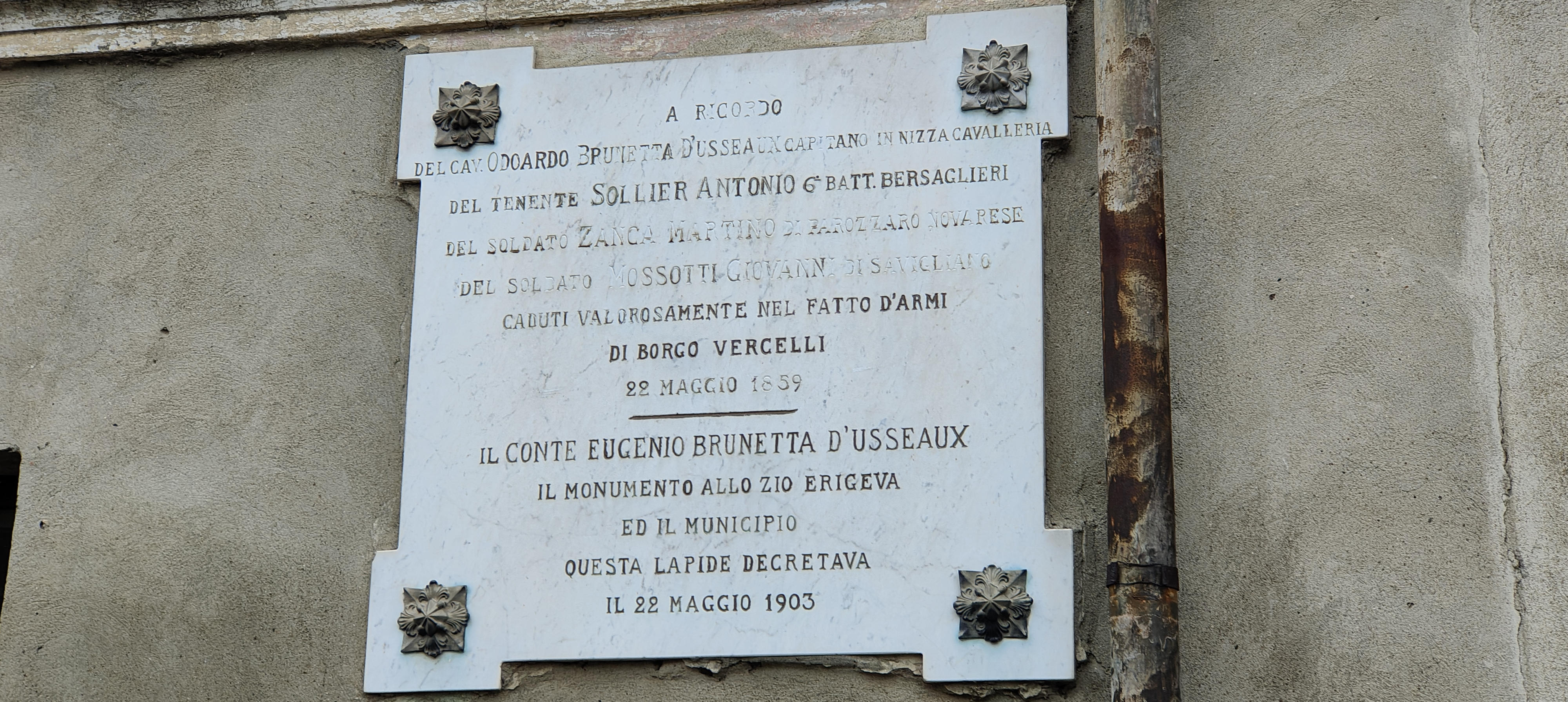
Primo piano della targa posta sul muro il 22 maggio 1903 dedicata ai caduti del 1859: tenente Sollier Antonio; soldati: Zanca e Massotti

## Società

### Evoluzione demografica
Abitanti censiti

## Infrastrutture e trasporti
La fermata di Borgo Vercelli, posta lungo la ferrovia Torino-Milano, è servita da treni regionali svolti da Trenitalia nell'ambito del contratto di servizio stipulato con la Regione Piemonte.
Nelle adiacenze della stessa sorgeva, fra il 1884 e il 1933, un analogo impianto a servizio della tranvia Vercelli-Biandrate-Fara.

## Amministrazione
Di seguito è presentata una tabella relativa alle amministrazioni che si sono succedute in questo comune.
| Periodo        | Periodo        | Primo cittadino     | Partito                                                        | Carica      | Note   |
| -------------- | -------------- | ------------------- | -------------------------------------------------------------- | ----------- | ------ |
| 23 giugno 1986 | 21 maggio 1990 | Francesco Filice    | Partito Comunista Italiano                                     | Sindaco     | [ 15 ] |
| 21 maggio 1990 | 24 aprile 1995 | Francesco Filice    | Partito Democratico della Sinistra, Partito Comunista Italiano | Sindaco     | [ 15 ] |
| 24 aprile 1995 | 14 giugno 1999 | Francesco Filice    | centro-sinistra                                                | Sindaco     | [ 15 ] |
| 14 giugno 1999 | 14 giugno 2004 | Angelo Balocco      | lista civica                                                   | Sindaco     | [ 15 ] |
| 23 giugno 2004 | 8 giugno 2009  | Francesco Filice    | lista civica                                                   | Sindaco     | [ 15 ] |
| 8 giugno 2009  | 26 maggio 2014 | Francesco Filice    | lista civica                                                   | Sindaco     | [ 15 ] |
| 26 maggio 2014 | 16 giugno 2015 | Mario Demagistri    | lista civica Insieme per Borgovercelli                         | Sindaco     | [ 15 ] |
| 16 giugno 2015 | 5 giugno 2016  | Raffaella Attianese |                                                                | Comm. pref. | [ 15 ] |
| 5 giugno 2016  | in carica      | Mario Demagistri    | lista civica Insieme per Borgovercelli                         | Sindaco     | [ 15 ] |